# Williamriedelia
Williamriedelia (syn. Riedelia) ist eine Gattung von Kieselalgen, die aus dem Fossilbericht bekannt ist und mindestens drei Arten umfasst, die oft ursprünglich unter der eng verwandten Gattung Hemiaulus beschrieben wurden. Die Paläontologen Hans-Joachim Schrader und Juliane Fenner arbeiteten mit fossilen Exemplaren von Leg 38 des Tiefseebohrprogramms in der norwegischen und grönländischen See. Sie kamen zu dem Schluss, dass mehrere frühere Beschreibungen von Kieselalgen zu Hemiaulus korrekterweise zu Williamriedelia zu klassifizieren waren. Insbesondere stellten Schrader und Fenner fest, dass die Schalen (Valven) der Hemiaulus-Kieselalgen polygonal und areoliert sind, während die Schalen der Williamriedelia-Kieselalgen mit einzelnen Pünktchen punktiert sind. Außerdem haben Williamriedelia-Mitglieder typischerweise zwei Stacheln (englisch spines), während Hemiaulus nur einen hat.
Mit diesen Merkmalen wurden die Einordnung der fraglichen Arten in die Gattung Williamriedelia begründet.
Hemiaulus claviger [Riedelia clavigera] ist aus Fossilien überliefert, die aus dem frühen Eozän bis zum mittleren Oligozän stammen, gilt nach der AlgaeBase aber aktuell als Synonym von  Hemiaulus claviger
Typusart der Gattung ist Williamriedelia mirabilis.

## Artenliste
Mit Stand Ende Januar 2025 gehören zur Gattung:
Williamriedelia (T.V. Desikachary & P. Prema in Prema & Desikachary, 2012)(A,W) bzw. S.Blanco & C.E.Wetzel, 2016(W) Riedelia A.P. Jousé & V.S. Sheshukova-Poretzkaja, 1971(W)
- Williamriedelia borealis (Sheshukova in Jousé & Sheshuk) Prema & Desikachary, 2012(W) bzw. (Sheshukova-Poretskaya) Prema & Desikachary 2012(A)
– Anadyr, Tschukotka,[1](A) sowie Kronozki-Bucht (englisch Kronotskii Bay, Kronotsky Gulf, russisch Кроноцкий залив Kronotskiy Zaliv[5]), Kamtschatka,[6] Russland
- Williamriedelia longicornis (Greville) S. Blanco & C. E. Wetzel 2016(A) [Hemiaulus longicornis Greville 1865(A)]
– Barbados-Lagerstätte (englisch Barbadoes deposit), Gebiet von Cambridge,[7] Barbados
- Williamriedelia lyriformis (Greville) S. Blanco & C. E. Wetzel 2016(A) [Hemiaulus lyriformis Greville 1865(A)]
– Barbados-Lagerstätte (englisch Barbadoes deposit), Gebiet von Cambridge,[7] Barbados; Eozän
- Williamriedelia mirabilisᵀ (Jousé in Jousé & Sheshuk) Desikachary & Prema 2012(W,A) (Typusart)(A)
– Indischer Ozean, Eozän(A)
- Williamriedelia pacifica (A. P. Jousé in Jousé & Sheshukova-Poretzkaya) T. V. Desikachary & P. Prema in Prema & Desikachary, 2012(W) bzw. (Jousé) Desikachary & Prema 2012(A) [Riedelia pacifica (Jousé 1971(A)]
– nördlicher Mittelpazifik; Eozän[1](A)
- Williamriedelia sublevata (J. Fenner) S. Blanco & C. E. Wetzel 2016(A) [Riedelia sublevata J.Fenner 1978(A)]
– São Paulo Plateau, Atlantic Ocean: Middle Eocene
- Williamriedelia tenuicornis (Greville) S. Blanco & C. E. Wetzel 2016(A) [Hemiaulus tenuicornis Greville 1865 (A)]
– Barbados-Lagerstätte (englisch Barbadoes deposit), Gebiet von Cambridge,[7] Barbados

Verschiebungen:
- Williamriedelia clavigera (A.W.F.Schmidt) S.Blanco & C.E.Wetzel 2016(A) [Riedelia clavigera] ⇒ Hemiaulus claviger A.W.F.Schmidt 1889(A)

(W)A– World Register of Marine Species (WoRMS)
(A)W– AlgaeBase

## Etymologie
Die Gattung ist benannt zu Ehren von William R. Riedel (1927–2020) vom Scripps Instirut für Ozeanographie in La Jolla.
Das Art-Epitheton mirabilis der Typusart ist ein lateinisches Adjektiv mit der Bedeutung ‚bewundernswert‘, ‚wunderbar‘, ‚erstaunlich‘, ‚außergewöhnlich‘ oder ‚bewundernswert‘ (Smith & Lockwood 1933).